# Konflikt polityczny
Konflikt polityczny (łac. conflictus – zdarzenie) – działania dwóch lub więcej podmiotów polityki posiadających wzajemnie sprzeczne interesy dotyczące m.in. sprawowania władzy, dystrybucji dóbr materialnych, statusu w strukturze społecznej czy kształtowania systemów wartości.
Najostrzejsze konflikty polityczne powstają na tle narodowościowym, rasowym, religijnym lub niepodległościowym.